# Skałka

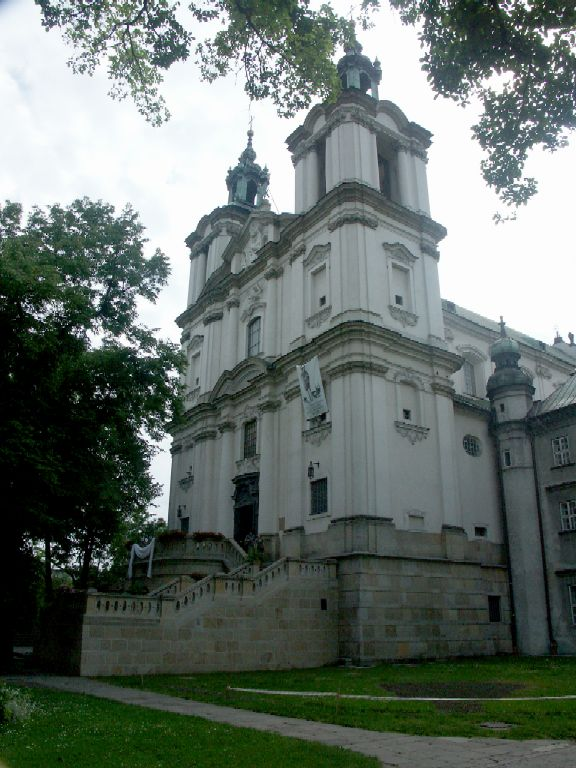
Igreja de São Estanislau em Skałka, Cracóvia

Skałka, que significa pequena rocha em polonês, é uma pequena colina na Cracóvia onde o Bispo da Cracóvia, Santo Estanislau, foi morto por ordem do rei polonês Boleslau II da Polónia em 1079. É um dos santuários mais famosos da Polônia. A cripta, sob a igreja, serve como panteão nacional, onde estão enterrados alguns dos cidadãos poloneses mais importantes, especialmente alguns nascidos na Cracóvia.   
- Jan Długosz (1415-1480), diplomata e historiador
- Wincenty Pol (1807-1872), poeta e geógrafo
- Lucjan Siemieński (1809-1877), poeta e escritor
- Józef Ignacy Kraszewski (1812-1887), escritor e historiador
- Teofil Lenartowicz (1822-1893), poeta e escultor
- Adam Asnyk (1838-1897), poeta e teatrólogo
- Henryk Siemiradzki  (1843-1902), pintor
- Stanisław Wyspiański (1869-1907) poeta, teatrólogo e pintor
- Jacek Malczewski (1854-1929), pintor
- Karol Szymanowski (1882-1937), compositor e pianista
- Ludwik Solski (1855-1954), ator e diretor de teatro
- Tadeusz Banachiewicz (1882-1954), astrônomo e matemático
- Czesław Miłosz (1911-2004), poeta e ensaísta